# UTC Cajamarca
Club Cultural y Deportivo Universidad Técnica de Cajamarca, znany na ogół jako UTC, jest peruwiańskim klubem piłkarskim z siedzibą w mieście Cajamarca.

## Historia
Klub został założony 14 lipca 1964. Po wygraniu Copa Peru awansował do pierwszej ligi, w której zadebiutował w 1982. W 1993 klub spadł do drugiej ligi. Zespół gra obecnie w Segunda División Peruana, z której najlepsze zespoły kwalifikują się do Copa Peru. Wygranie Copa Peru daje awans do I ligi.

## Osiągnięcia

### Krajowe
- Primera División

| zwycięstwo (0):     | –    |
| drugie miejsce (1): | 1985 |